# Soul'd Out (álbum)
Soul'd Out (estilizado como SOUL'd OUT) es el álbum debut de estudio del trío de hip hop japonés, Soul'd Out. Publicado el 27 de agosto de 2003 a través de SME Records. La canción «Wekapipo» fue publicada como el sencillo principal del álbum 22 de enero de 2003.

## Lista de canciones
| Lista de canciones de SOUL'd OUT |                                                                                   |          |  |
| N.º                              | Título                                                                            | Duración |  |
| 1.                               | «Thunder Storm»                                                                   | 1:40     |  |
| 2.                               | «Wekapipo» (ウェカピポ)                                                           | 4:10     |  |
| 3.                               | «Interlude : Channel»                                                             | 0:15     |  |
| 4.                               | «SOUL'd OUT is Comin'»                                                            | 4:25     |  |
| 5.                               | «Diggy Diggy Diggy»                                                               | 4:12     |  |
| 6.                               | «Entaku No Kishi» (円卓の騎士)                                                    | 4:40     |  |
| 7.                               | «A Arararaa A Aa!» (ア アラララァ ア アァ！)                                      | 0:57     |  |
| 8.                               | «Dream Drive»                                                                     | 5:15     |  |
| 9.                               | «Flyte Tyme»                                                                      | 6:05     |  |
| 10.                              | «Rondo» (輪舞曲)                                                                  | 4:41     |  |
| 11.                              | «GAME»                                                                            | 6:17     |  |
| 12.                              | «H.B.B Noizzz!»                                                                   | 0:35     |  |
| 13.                              | «See You @ Tha HOT SPOT»                                                          | 3:25     |  |
| 14.                              | «Master's Groove»                                                                 | 4:40     |  |
| 15.                              | «Interlude : Break it down»                                                       | 1:07     |  |
| 16.                              | «Shut Out»                                                                        | 4:25     |  |
| 17.                              | «True to myself»                                                                  | 4:46     |  |
| 18.                              | «Senshitachi Tenshitachi ~Livin' for Today~» (戦士達 天使達 〜Livin' for Today〜) | 6:53     |  |

## Posicionamiento

### Gráfica semanal
| Gráficas (2003) | Pico de posición |
| --------------- | ---------------- |
| Japón (Oricon)  | 3                |

### Gráfica de fin de año
| Gráficas (2003) | Pico de posición |
| --------------- | ---------------- |
| Japón (Oricon)  | 37               |

| Gráficas (2004) | Pico de posición |
| --------------- | ---------------- |
| Japón (Oricon)  | 310              |

### Certificaciones y ventas
| País         | Certificación | Ventas   |
| ------------ | ------------- | -------- |
| Japón (RIAJ) | Oro           | 100,000^ |